# Uncinia involuta
Uncinia involuta là loài thực vật có hoa trong họ Cói. Loài này được Hamlin miêu tả khoa học đầu tiên năm 1959.